# Alaskobius parvior
Alaskobius parvior är en mångfotingart som beskrevs av Chamberlin 1946. Alaskobius parvior ingår i släktet Alaskobius och familjen stenkrypare. Inga underarter finns listade i Catalogue of Life.